# Keban Agung (Kikim Selatan)
Keban Agung is een bestuurslaag in het regentschap Lahat van de provincie Zuid-Sumatra, Indonesië. Keban Agung telt 1515 inwoners (volkstelling 2010).